# Scapanus latimanus
Scapanus latimanus е вид бозайник от семейство Къртицови (Talpidae).

## Разпространение
Видът е разпространен в Мексико (Долна Калифорния) и САЩ (Калифорния, Невада и Орегон).